# فلاديمير شتيماك
فلاديمير شتيماك (بالصربية: Владимир Штимац) مواليد 25 أغسطس 1987 في بلغراد، جمهورية صربيا الاشتراكية، هو لاعب كرة سلة صربي. بدأ مسيرته الاحترافية في سنة 2004. يلعب مع بشكطاش كلاعب وسط. يحمل الرقم 15. مثّل منتخب بلاده. شارك في دورة الألعاب الأولمبية الصيفية سنة 2016. حقق المركز الأول في الألعاب الجامعية الصيفية 2011.

## المسيرة الاحترافية
لعب مع زالغيريس لكرة السلة في موسم 2006–2007، ثم لعب مع فالميرا في موسم 2007–2008، ثم لعب مع ريد ستار من سنة 2008 إلى 2010، ثم لعب مع فينتسبيلس في موسم 2010–2011، ثم لعب مع نيمبورك في سنة 2011، ثم لعب مع بانفيت لكرة السلة في الدوري التركي في موسم 2012–2013، ثم لعب مع بالونكيستو مالقا في الدوري الإسباني في موسم 2013–2014.

## سجل المنافسة
شارك في المنافسات التالية:
- كأس العالم لكرة السلة 2014
- الألعاب الأولمبية الصيفية 2016

## الميداليات
| الميدالية | المسابقة                         |
| --------- | -------------------------------- |
| فضية      | الألعاب الأولمبية الصيفية 2016   |
| فضية      | بطولة كأس العالم لكرة السلة 2014 |
| ذهبية     | الألعاب الجامعية الصيفية 2011    |
| ذهبية     | الألعاب الجامعية الصيفية 2009    |

## إحصائيات المسيرة

### الدوري الأوروبي
| السنة   | الفريق                   | لعب | بدأ | دقيقة | ميداني% | ثلاثية | حرة  | ارتداد | صنع | استلاب | تصدي | نقطة | أداء |
| ------- | ------------------------ | --- | --- | ----- | ------- | ------ | ---- | ------ | --- | ------ | ---- | ---- | ---- |
| 2006–07 | زالغيريس لكرة السلة      | 2   | 1   | 18.0  | .600    | .000   | .333 | 4.0    | .5  | .0     | .0   | 4.0  | 6.5  |
| 2013–14 | بالونكيستو مالقا         | 23  | 4   | 17.2  | .603    | .000   | .524 | 5.1    | .6  | .3     | .4   | 7.6  | 9.9  |
| 2014–15 | بايرن ميونخ لكرة السلة   | 10  | 2   | 15.3  | .542    | .333   | .667 | 4.1    | .6  | .2     | .2   | 6.9  | 7.8  |
| 2015–16 | نادي ريد ستار لكرة السلة | 25  | 0   | 14.6  | .550    | .000   | .594 | 5.0    | .5  | .3     | .2   | 6.9  | 9.2  |
| المسيرة | المسيرة                  | 60  | 7   | 15.8  | .572    | .167   | .574 | 4.8    | .6  | .3     | .3   | 7.1  | 9.1  |

## روابط خارجية
- فلاديمير شتيماك على موقع الاتحاد الدولي لكرة السلة (الإنجليزية)
- فلاديمير شتيماك على موقع الدوري الأوروبي لكرة السلة (الإنجليزية)
- فلاديمير شتيماك على موقع الدوري الإسباني لكرة السلة (الإسبانية)
- فلاديمير شتيماك على موقع كرة السلة الأوروبية.كوم (الإنجليزية)
- فلاديمير شتيماك على موقع ريلجم (الإنجليزية)
- فلاديمير شتيماك على موقع بروبوليرز (الإنجليزية)
- فلاديمير شتيماك على موقع سبورتس رفرنس (الإنجليزية)
- فلاديمير شتيماك على موقع اللجنة الأولمبية الدولية (الإنجليزية)
- فلاديمير شتيماك على موقع أوليمبيديا (الإنجليزية)
- فلاديمير شتيماك على موقع اللجنة الأولمبية الصربية (الصربية)